# 쓰시마미나미 경찰서

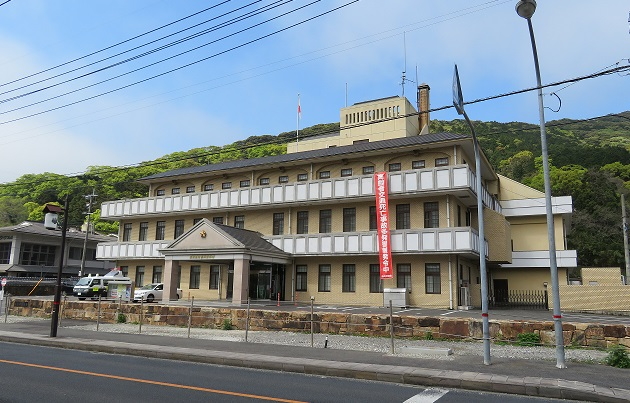
쓰시마미나미 경찰서 전경

쓰시마미나미 경찰서(일본어: 対馬南警察署)는 나가사키현 쓰시마시 이즈하라정에 위치한 경찰서이다. 관할 구역은 쓰시마시 가운데 예전의 시모아가타군 전체를 관장하고 있다. 그리고 산하 주재소는 10곳을, 파출소는 유일하게 쓰시마 공항 경비파출소 단 1곳만 존재한다. 위치는 나가사키현 쓰시마시 이즈하라정 나카촌 633번지이고, 우편번호 역시 〒817-0013이다.

## 경비정
이 경찰서에 보유중인 경비정은 41t 규모의 쓰시마(つしま)와 2.76t 규모의 지토리(ちどり) 등 2척의 경비정을 보유한다.

## 같이 보기
- 쓰시마키타 경찰서